# Гейнцельман, Иоганн Готфрид
Гебхард Вернер (Иоганн Готфрид) Гейнцельман (нем. Johann Gottfried (Gebhard Werner) Heinzelmann; 1701 — после 1741) — немецкий врач и ботаник, секретарь фельдмаршала Бурхарда Кристофа Миниха и натуралист в оренбургской экспедиции Ивана Кирилловича Кирилова (1734).

## Биография
Иоганн Готфрид Гейнцельман родился примерно в 1701 году. В 1732 году был назначен был генерал-штаб-секретарём походной военной канцелярии фельдмаршала графа Миниха. 10 мая 1734 года уволен в отставку, но вскоре статский советник И. К. Кириллов принял его вновь на службу по контракту, на четыре года, на должность асессора Оренбургской экспедиции «к исправлению гисториографических и ботанических дел». На его обязанности лежало сочинение гербов новозаложенных городов и полковых знамён; кроме того, он с Кирилловым сочинял «генеральную генеалогию татарских ханов из древней истории и арабской хроники, доколе оные с древними временами России сличность имеют». Составленные им совместно с братом два географических сочинения должны были служить образцом для составления нового описания Сибири и Татарии. Своими исследованиями Гейнцельман оказал значительные услуги русской ботанике. 13 января 1735 года он прислал в Академию Наук каталог найденных им растений, после чего Академия поручила ему составить гербарий, что и было им исполнено. Часть описанных им растений вошла в труд Иоганна Аммана Stirpium rariorum in Imperio Ruthenico sponte provenientium icones et descriptiones (1739).
Назначенный на место умершего 14 апреля 1737 году Кириллова В. Н. Татищев не нашёл Гейнцельмана пригодным для Оренбургской экспедиции, и 25 декабря 1737 года Гейнцельман вновь вышел в отставку, не дослужив до срока. В 1738 году ему за «искусство» в ботанике и прилежный труд выданы были похвальные аттестаты от ботаника медицинского сада Трауготта Гербера, профессора ботаники Иоганна Аммана и префекта медицинского сада И. Г. Ненгесбека.
Кроме ботаники, Гейнцельман знал историю, политику, географию, геральдику, генеалогию, юриспруденцию и др. и языки немецкий, английский, французский, латинский, голландский, датский и шведский. 29 октября 1738 года он и Иоганн Конрад Геннингер представлены были Сенатом Кабинету в качестве кандидатов на должность советника Герольдмейстерской конторы; 23 ноября 1739 года императрица Анна Иоанновна назначила на это место Геннингера. В правление Анны Леопольдовны Гейнцельман добился места советника Герольдмейстерской конторы (27 марта 1741 года), но, вскоре после восшествия на престол Елизаветы Петровны, 31 декабря 1741 года уволен от службы.
Дальнейшая его судьба неизвестна.